# Meine Zeit mit Cézanne
Meine Zeit mit Cézanne (Originaltitel Cézanne et moi) ist eine Filmbiografie von Danièle Thompson, die am 21. September 2016 in die französischen Kinos und am 6. Oktober 2016 in die deutschen Kinos kam. Der Film schildert die Geschichte der Freundschaft zwischen dem Schriftsteller Émile Zola und dem französischen Maler Paul Cézanne. 

## Handlung
Die Freunde Paul Cézanne und Émile Zola kennen sich bereits aus ihrer gemeinsamen Schulzeit in Aix-en-Provence. Beide sind jung, furchtlos und rebellisch und leben nun in Paris. Auf der Suche nach Anerkennung arbeiten beide wie die Wilden: Paul Cézanne wird zum genialen Maler, Émile Zola zum großen Schriftsteller, und auch die eine oder andere Liebesaffäre teilen die beiden. Trotz all der Arbeit stellt sich langsam ihre Bekanntheit in ihren jeweiligen Disziplinen ein. Beide sehnen sich nach ihrer Zeit in der Provence, dennoch drohen sie bald auseinander zu driften, denn Zola hat Geld, Ruhm und eine Frau, der andere hingegen bald nichts mehr von alledem. Ihre Freundschaft wird auf eine harte Probe gestellt.

## Biografischer Hintergrund
Der in der Filmbiografie dargestellte Maler Paul Cézanne und der Journalist und Schriftsteller Émile Zola gehören zu den bekanntesten Franzosen und waren noch Kinder, als sie sich kennenlernten. Der Film orientiert sich in seiner Erzählung an der wahren Freundschaft der beiden. 
Zola war in Paris geboren worden, aber sein Vater François Zola hatte sich als Bauingenieur in Aix-en-Provence beworben, und als die Zusage erfolgte, zog die Familie dorthin um, als Émile Zola drei Jahre alt war. Fast zehn Jahre später, im Jahr 1852, lernte er dort am Collège Bourbon (heute Lycée Mignet) Jean-Baptistin Baille und vor allem Paul Cézanne kennen, der in Aix-en-Provence geboren wurde und ihm die graphischen Künste nahebrachte, insbesondere die Malerei. Zola freundete sich mit diesen an, und am Collège wurden sie als die „Unzertrennlichen“ bezeichnet. In ihrer Freizeit schwammen sie an den Ufern des Arc, fischten, lasen Homer und Vergil, übten sich im Verfassen eigener Gedichte und debattierten über Kunst. Während Cézanne in der Dichtung nur einen Zeitvertreib sah, widmete er sich nach seiner bestandenen Prüfung zum Baccalauréat im Jahr 1858 der Malerei. Im April 1861 zog Cézanne nach Paris und traf dort auf Achille Emperaire, den er bereits aus Aix-en-Provence kannte und ebenfalls Maler werden wollte. Die beiden wurden enge Freunde. Marie-Hortense Fiquet, die Cézanne 1869 an der Académie Suisse in Paris kennenlernte, wurde zu seiner Geliebten, Muse und späteren Ehefrau. Besondere Unterstützung fand Cézanne durch den Farbenhändler Père Tanguy, der anfangs für ihn in der fremden Stadt die einzige Kontaktperson war. Tanguy unterstützte junge Künstler, indem er ihnen Farbe und Leinwand lieferte, von ihnen im Gegenzug deren Gemälde erhielt. Ambroise Vollard wurde zu seinem Galeristen, und auch Zola und der Maler Pierre-Auguste Renoir verkehrten bei ihm. Im November 1895 eröffnete Vollard Cézannes erste Einzelausstellung.

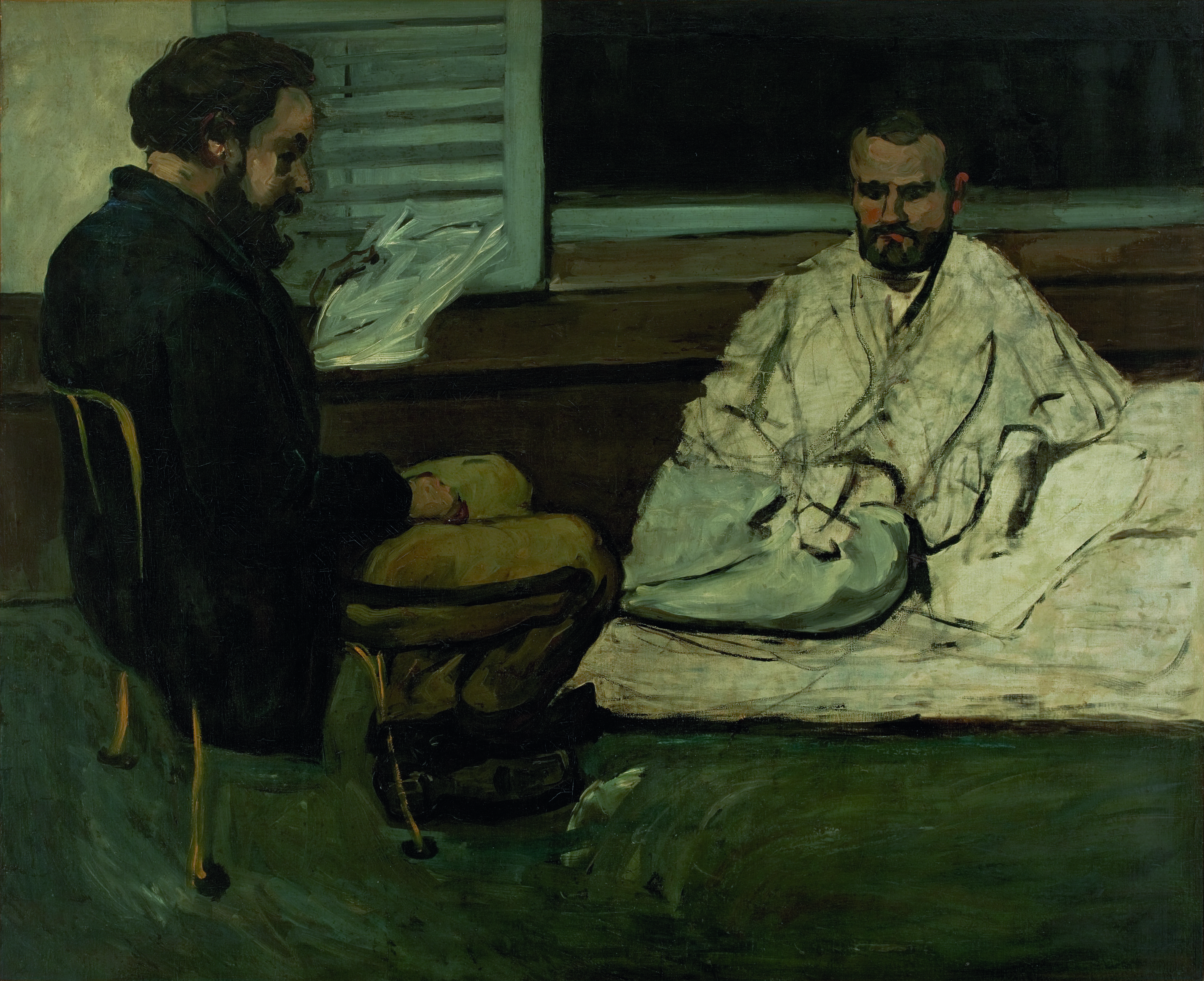
Auch Cézanne verkehrte mit Zolas Schriftstellerkollegen. Hier malte er in seinem Haus Paul Alexis (li.), der seinem Freund Émile (re.) etwas vorliest

Zola hingegen, der seit seiner frühen Jugend eine starke Leidenschaft für Literatur hatte, sah in der Schriftstellerei seine wahre Berufung, und war bereits einige Jahre vor Cézanne mit seiner Mutter zurück nach Paris gezogen, wo er in bescheidenen Verhältnissen lebte und sich durch schlecht bezahlte Kunstkritiken in Zeitschriften über Wasser zu halten versuchte. 1870 heiratet er die Näherin Éléonore-Alexandrine Meley. Zola machte später die Bekanntschaft von Guy de Maupassant, und zwischen den beiden entwickelte sich eine enge Freundschaft. Auch mit seinem Schriftstellerkollegen Paul Alexis tauschte sich Zola regelmäßig aus. 1885 wurde Zolas Roman Germinal veröffentlicht, das ein Hauptwerk des europäischen Naturalismus war und seinen Ruf als einer der wichtigsten Vertreter dieser literarischen Strömung festigte. Im gleichen Jahr erschien sein Roman L'Œuvre, in dem er einen Maler beschreibt, den sein Scheitern in den Tod treibt. Eine gängige These ist, dass dieses Buch der jahrzehntelangen Freundschaft mit Cézanne den Todesstoß versetzt hatte, allerdings liest sich im Briefverkehr nach dem Erscheinen des Romans die gleiche freundschaftliche Sprache wie zuvor. Auch den gemeinsamen Freund Jean-Baptistin Baille hatte Zola in diesem Roman porträtiert. 1898 schrieb Zola unter dem Titel J’accuse…! in der Tageszeitung L'Aurore einen offenen Brief an den Präsidenten der Französischen Republik, in dem er Richtern und hochrangigen Militärs Antisemitismus vorgeworfen hatte. Dieser Artikel machte Zola zum Nestbeschmutzer, und er wurde noch im gleichen Jahr verurteilt, konnte allerdings nach London fliehen.

## Produktion

### Stab und Besetzung
Die Regie übernahm Danièle Thompson, die auch das Drehbuch zum Film schrieb. Für ihre Arbeit als Drehbuchautorin war Thompson 1977 für einen Oscar nominiert und erhielt insgesamt fünf Nominierungen für den César. Thompson hatte nach eigenen Aussagen nicht gewusst, dass sich die beiden Genies, die sie im Film porträtiert, in der Schule in Aix-en-Provence kennengelernt hatten und fand die Geschichte von deren Freundschaft, aber auch von ihren Streitereien, faszinierend. Als Kameramann des Films fungierte Jean-Marie Dreujou.

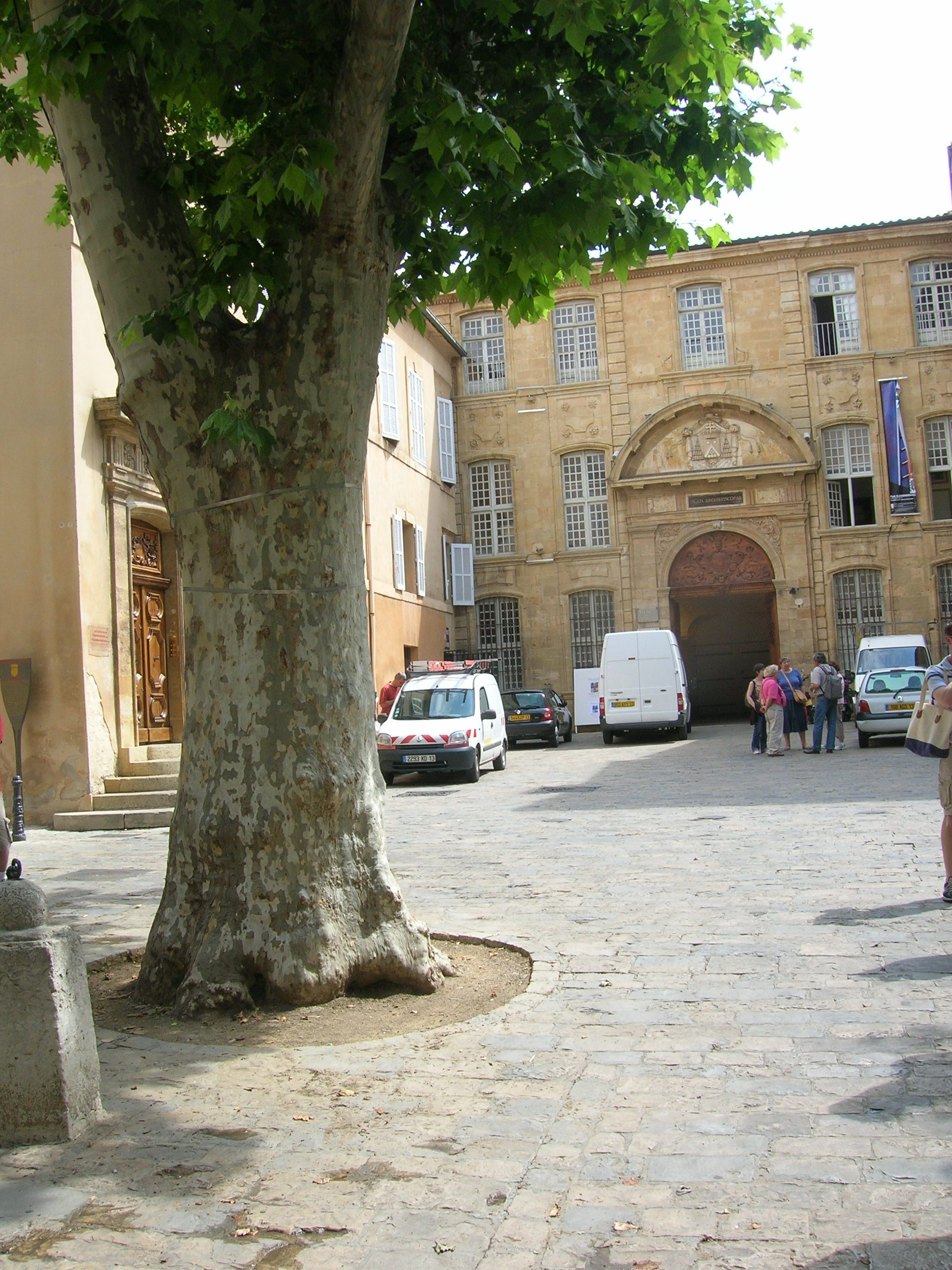
Einer der Drehorte des Films: der Place des Martyrs-de-la-Résistance in Aix-en-Provence

Guillaume Canet und Guillaume Gallienne verkörpern im Film die beiden Protagonisten Émile Zola und Paul Cézanne. Als Kinder werden sie von Lucien Belvès und Hugo Fernandes dargestellt. Die Schauspielerinnen Alice Pol und Déborah François spielen ihre späteren Ehefrauen Éléonore-Alexandrine Meley und Marie-Hortense Fiquet, die auch Cézannes Muse war. Isabelle Candelier spielt Émilie Aubert, Zolas Mutter. Die Rolle von Jean-Baptistin Baille, den Cézanne und Zola beide bereits seit ihrer Schulzeit kannten, wurde mit Pierre Yvon besetzt. Cézannes Galerist Ambroise Vollard wird von Laurent Stocker gespielt, Christian Hecq spielt den Farbenhändler Père Tanguy, Félicien Juttner übernahm die Rolle von Guy de Maupassant, mit dem Zola, als dieser ein noch junger Autor war, des Öfteren zusammenkam und ein enger Freund von ihm wurde. Romain Lancry spielt in der Rolle des Malers Achille Emperaire einen weiteren Freund von Cézanne. Zudem werden im Film eine Reihe weiterer Maler und Malerinnen porträtiert: Alexandre Kouchner spielt Auguste Renoir, Romain Cottard spielt Camille Pissarro, Nicolas Gob spielt Edouard Manet, Carole Labouze spielt Berthe Morisot, und Patrice Tepasso spielt Frédéric Bazille.

### Dreharbeiten
Der Film wurde an Originalschauplätzen gedreht, darunter in Moulins, im Forêt de Tronçais, einem Wald in der Nähe der Pays de Tronçais, in Bressolles im Département Allier in der Region Auvergne-Rhône-Alpes und in Aix-en-Provence, hier unter anderem am Place des Martyrs-de-la-Résistance. Cézanne war in Aix-en-Provence geboren worden, Zola später dort hingezogen.

### Filmmusik
Nachdem am 19. August 2015 noch über Twitter bekannt gegeben worden war, dass Vangelis die Arbeiten an der Filmmusik übernehmen wird, übernahm Éric Neveux später diese Arbeit. Thompson hatte bereits 1998 bei dem Film Wer mich liebt, nimmt den Zug mit Neveux zusammengearbeitet, für den sie als eine der Drehbuchautorinnen tätig war. Der Soundtrack umfasst 11 Lieder und wurde am 12. September 2016 von Quartet Records veröffentlicht.

### Veröffentlichung
Der Film kam am 21. September 2016 in die französischen und am 6. Oktober 2016 in die deutschen Kinos. Am 12. September 2016 wurde der Film bereits vorab in Aix-en-Provence gezeigt. Die Vorstellung fand in Anwesenheit der an der Filmproduktion beteiligten Personen statt. Ebenfalls im September 2016 wurde der Film im Rahmen der Filmkunstmesse Leipzig erstmals einem deutschen Fachpublikum vorgestellt. Am 7. April 2017 wird der Film in die US-amerikanischen Kinos kommen.

## Rezeption

### Altersfreigabe
In den USA wurde der Film von der Motion Picture Association of America wegen anzüglicher Sprache, sexueller Anspielungen und gezeigter Nacktheit mit R bewertet. In Deutschland hingegen wurde der Film von der FSK ohne Altersbeschränkung freigegeben. In der Freigabebegründung heißt es: „Der Film ist episodisch erzählt und konzentriert sich in ausführlichen Dialogszenen auf seine beiden Protagonisten. Da sich Kindern dabei durch die Figuren, das historische Setting sowie die Themen um Kunst und gesellschaftliche Anerkennung nur wenige Anknüpfungspunkte ergeben, entfalten auch einzelne Darstellungen von Streit und Wutausbrüchen keine beeinträchtigende Wirkung.“

### Einspielergebnis
In den deutschen Kinos kann der Film bislang 100.981 Besucher verzeichnen. Die weltweiten Einnahmen des Films belaufen sich auf rund 3,5 Millionen US-Dollar.

### Kritiken
Tilman Krause von Welt Online meint, Guillaume Canet und Guillaume Gallienne machten ihre Sache gut, und auch die übrigen Darsteller hielten das geschmackvolle Niveau. Zwar funktioniere der Film sogar als Epochenpanorama, doch die Fragen, die er aufwerfe, so Krause, würden von der überladenen Staffage erstickt.